# Sulfid
Sulfid (prema lat. sulphur: sumpor) je sol ili ester sumporovodika (H2S), dvočlani (binarni) kemijski spoj sumpora s metalima, metaloidima ili organskim skupinama (R). Među anorganskim sulfidima, u kojima je stupanj oksidacije sumpora –II (sadrže sulfid-ion, S2–), razlikuju se hidrogensulfidi (opća formula MIHS, gdje je MI jednovalentni metal) i neutralni sulfidi (MI2S). U vodi su topljivi samo sulfidi alkalijskih metala. Poznato je oko 600 sulfidnih minerala, od kojih su mnogi sadržani u rudama važnima za dobivanje metala, kao što su olovo (na primjer galenit ili olovni sjajnik, PbS), bakar (halkopirit, CuFeS2), cink (sfalerit, ZnS), živa (cinabarit ili rumenica, HgS), antimon (antimonit, Sb2S3) i drugi. Organski sulfidi mogu biti poluesteri (tioli, R–SH) i neutralni esteri (tioeteri, R–S–R´).

## Primjeri
| Formula               | | Talište (°C) | Vrelište (°C) | CAS broj              |
| --------------------- | --- | ------------ | ------------- | --------------------- |
| H2S                   | Sumporovodik je bezbojan, vrlo otrovan plin, vonja na trula jaja. Sporedni je proizvod pri dobivanju nafte, prirodnoga plina i koksa, prerađuje se u sumpor ili sumporov dioksid. Poznat je kao reagens u klasičnoj kemijskoj analizi. | −85,7        | −60,2         | 7783-06-4             |
| CdS                   | Kadmijev sulfid služi kao fosforescent u televizijskim i radarskim sustavima, a zbog dobrih fotoelektričnih svojstava i u poluvodičkoj elektronici (fotoćelija). | 1 750        |               | 1306-23-6             |
| CaSx                  | Kalcijev polisulfid (sumporno vapno) tradicionalni je fungicid u vrtlarstvu. |              |               |                       |
| CS2                   | Ugljikov disulfid je prethodnik organosumpornih spojeva. | −111,6       | 46            | 75-15-0               |
| PbS                   | Olovni sulfid se koristi u infracrvenim senzorima. | 1 114        |               | 1314-87-0             |
| MoS2                  | Molibdenov disulfid, mineral molibdenit, koristi se kao katalizator za uklanjanje sumpora iz fosilnih goriva; također kao kvalitetno mazivo za primjenu na visokim temperaturama i visokim tlakovima. |              |               | 1317-33-5             |
| Cl–CH2CH2–S–CH2CH2–Cl | Iperit, diklordietil-sulfid, je bojni otrov plikavac, osim što uzrokuje stvaranje plikova na koži, on je težak stanični otrov koji oštećuje kapilare. | 13–14        | 217           | 505-60-2              |
| Ag2S                  | Srebrni sulfid je sastojak nećistoće na površini srebra (korozija). |              |               | 21548-73-2            |
| Na2S                  | Natrijev sulfid se kao hidrat koristi u proizvodnji natronskog papira i kao prethodnik organosumpornih spojeva. | 920          | 1 180         | 1313-82-2             |
| ZnS                   | Cinkov sulfid se dobiva iz otopine cinkova sulfata taloženjem topljivim sulfidima. Koristi se kao bijela boja, sâm ili kao sastojak litopona, smjese cinkova sulfida i barijeva sulfata. Kristalizirani cinkov sulfid koji sadrži malo teških metala služi za izradu detektora za ionizirajuće i rendgensko zračenje te za zaslone katodnih cijevi, jer svjetluca djelovanjem toga zračenja, odnosno katodnih zraka. |              | 1185          | 1314-98-3             |
| C6H4S                 | Polifenilen sulfid je polimer koji se obično naziva "sulfar". |              |               | 26125-40-6 25212-74-2 |
| SeS2                  | Selenijev disulfid je antifungalno sredstvo koje se koristi u pripravcima protiv peruti, na primjer Selsun Blue. Prisutnost visoko toksičnog selenija u kozmetičkim proizvodima predstavlja opću opasnost za zdravlje i okoliš. | < 100        |               | 7488-56-4             |
| FeS2                  | Pirit je glavni izvor sumpora i njegovih spojeva. Koristi se gotovo isključivo u proizvodnji sumporne kiseline, a samo iznimno i za dobivanje željeza. | 600          |               | 1317-66-4             |